# Le Vieil-Évreux
 Le Vieil-Évreux  es una población y comuna francesa, en la región de Alta Normandía, departamento de Eure, en el distrito de Évreux y cantón de Évreux-Est.

## Demografía
| 346 | 488 | 414 | 424 | 668 | 757 |
| Para los censos de 1962 a 1999 la población legal corresponde a la población sin duplicidades (Fuente: INSEE [Consultar]) |     |     |     |     |     |